# وادي الحجير

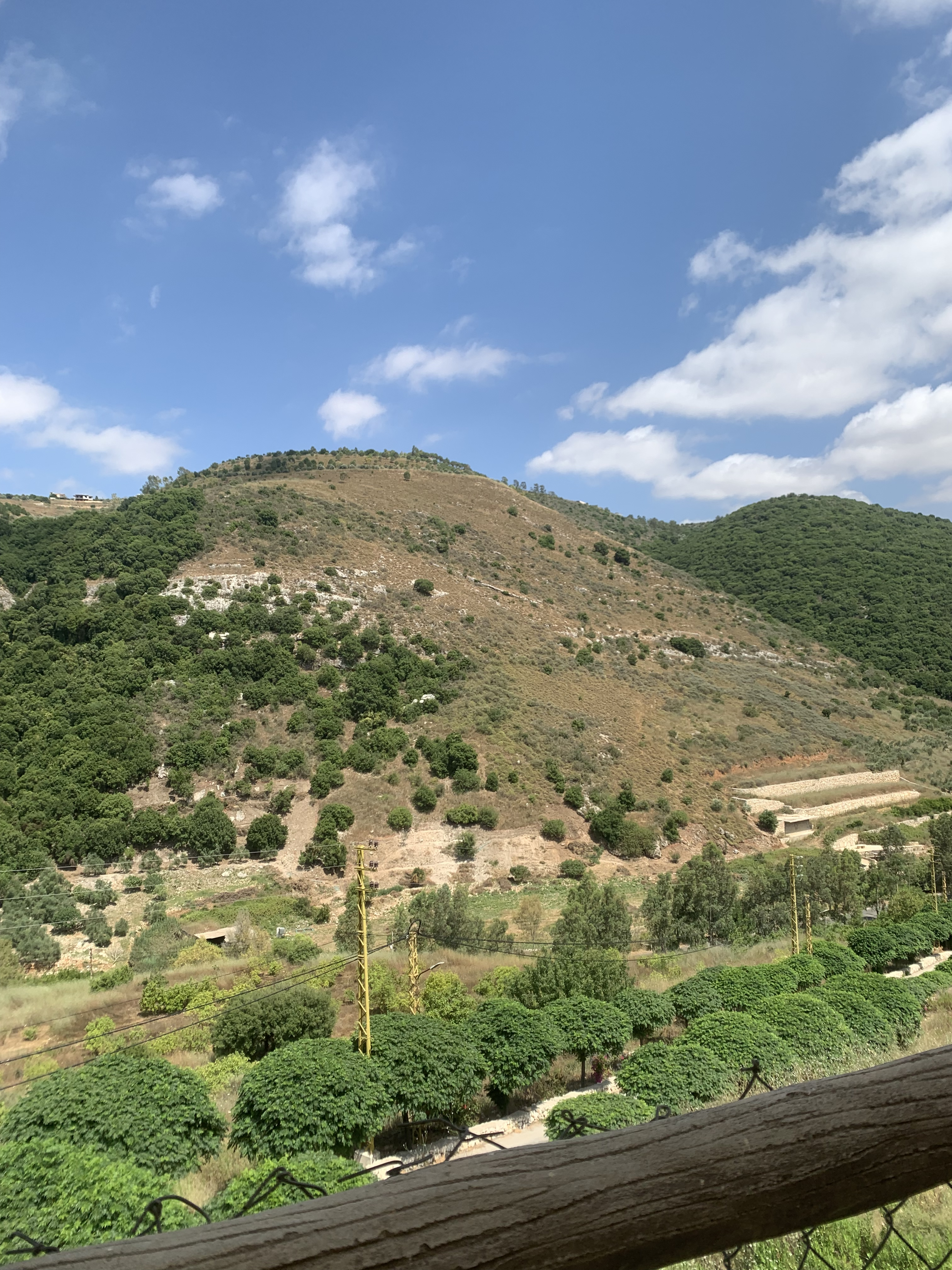
منظر لوادي الحجير في عام ٢٠٢٣

وادي الحجير هو أحد الأودية الوعرة في جبل عامل (جنوب لبنان).

## في الجغرافيا
يقع بين أقضية مرجعيون وبنت جبيل والنبطية. ويمتد من مجرى نهر الليطاني في قعقعية الجسر أسفل مدينة النبطية حتى بلدة عيترون في قضاء بنت جبيل. وتجاوره عدة قرى منها قرى القنطرة وعلمان والغندورية ومجدل سلم وقبريخا وتولين والطيبة. والوادي ملاصق للحدود اللبنانية – الفلسطينية.

## في البيئة
وادي الحجير ذو طبيعة خضراء رائعة بالإضافة لوجود نبع الحجير المطاحن الثماني القديمة المشيدة فوق مياه النبع. ورغم تدمير المطاحن والقضاء على أشجار الزيتون المعمّرة خلال حرب تموز 2006، ما زال يعتبر متنزه يقصده الأهالي.
من المطاحن المعروفة: مطحنة الرمّانة، السمحاتية، أبو شامي، الشقيف، قرين، العين، الجديدة والسلمانية.
و الجدير ذكره أن وادي الحجير من المواقع المحمية بموجب قرارات وزارة الزراعة قبل القانون الصادر العام 1996 حول المناطق الحرجية فقد أعلنت منطقة محمية في في العام 1992 خربة سلم - الزيداني - وادي الحجير (قضاء بنت جبيل) منطقة طبيعية محمية في الأملاك العامة والمشاعات.

## في التاريخ
وعقد مؤتمر عام على رأس نبع الحجير في 24 نيسان 1920 للدعوة لمقاومة الاحتلال الفرنسي وذلك بطلب من العلامة المجاهد عبد الحسين شرف الدين عرف بمؤتمر وادي الحجير.
خيضت في وادي الحجير معارك شرسة أثناء حرب تموز 2006 وكانت حصيلتها تدمير عدد من الدبابات الإسرائيلية فيه وفي طليعتها الدبابات من نوع ميركافا. مما جعل الوادي يشتهر في بعض الأوساط اللبنانية والعربية بـ «مقبرة الميركافا».

## وصلات خارجية
- مؤتمر وادي الحجير - جمعية الإمام الصادق لإحياء التراث العلمائي